# Fausto Desalu
 Eseosa Fostine (Fausto) Desalu (Casalmaggiore, 19 februari 1994) is een Italiaans sprinter. Hij nam tweemaal deel aan de Olympische Spelen en veroverde bij die gelegenheid een gouden medaille.

## Biografie
Als kind van Nigeriaanse ouders groeide Desalu op in Italië, waarna hij in 2012 ook de Italiaanse nationaliteit verwierf. In 2015 was hij de snelste op de 200 meter tijdens de Militaire wereldspelen. In 2016 nam Desalu deel aan de Olympische Zomerspelen in Rio de Janeiro. Op de 200 meter werd hij in de reeksen onmiddellijk uitgeschakeld. Twee jaar later won Desalu de gouden medaille tijdens de 4 x 100 meter op de Middellandse Zeespelen van 2018. Individueel liep hij naar zilver.
Op de uitgestelde Olympische Spelen van 2020 in Tokio sneuvelde Desalu in de halve finales van de 200 meter. Met de Italiaanse ploeg won hij daarna, samen met zijn landgenoten Lorenzo Patta, Marcell Jacobs en Filippo Tortu  olympisch goud op de 4 × 100 m estafette.

## Titels
- Olympisch kampioen 4 × 100 m - 2021
- Winnaar Middellandse Zeespelen 4 × 100 m - 2018
- Winnaar Militaire Spelen 200 m - 2015
- Italiaans kampioen 200 m - 2016, 2017, 2021
- Italiaans kampioen 4 x 100 m - 2014, 2015, 2017
- Italiaans indoorkampioen 4 x 200 m - 2015

## Persoonlijke records
Outdoor
| Onderdeel | Prestatie | Datum            | Plaats  |
| --------- | --------- | ---------------- | ------- |
| 100 m     | 10,29 s   | 16 juli 2020     | Savona  |
| 200 m     | 20,13 s   | 9 augustus 2018  | Berlijn |
| 300 m     | 32,28 s   | 7 september 2014 | Rieti   |
| 400 m     | 46,87 s   | 25 april 2016    | Modena  |

Indoor
| Onderdeel | Prestatie | Datum           | Plaats       |
| --------- | --------- | --------------- | ------------ |
| 60 m      | 6,74 s    | 3 februari 2019 | Modena       |
| 200 m     | 21,83 s   | 3 maart 2012    | Val-de-Reuil |

## Belangrijkste resultaten

### 200 m
- 2014: 7e in ½ fin. EK - 20,73 s
- 2015:  Militaire Spelen - 20,64 s
- 2016: 4e in ½ fin. EK - 20,94 s
- 2016: 5e in series OS - 20,65 s
- 2018: 6e EK - 20,13 s
- 2018:  Middellandse Zeespelen - 20,77 s
- 2019: 7e in ½ fin. WK - 20,73 s
- 2021: 6e in ½ fin. OS - 20,43 s

Diamond League-podiumplaatsen
- 2020:  Memorial Van Damme - 20,39 s

### 4x100 m
- 2014: DNF in finale EK
- 2015: 13e IAAF World Relays - 39,23 s
- 2015: 4e Militaire Spelen - 39,64 s
- 2017: DSQ in series IAAF World relays
- 2018: DSQ in series EK
- 2018:  Middellandse Zeespelen - 38,49 s
- 2019: DNF finale IAAF World relays
- 2021:  OS - 37,50 s
- 2021:  IAAF World relays - 39,21 s

1912: Jacobs, Macintosh, d'Arcy, Applegarth ·
1920: Paddock, Scholz, Murchison, Kirksey ·
1924: Clarke, Hussey, Leconey, Murchison ·
1928: Wykoff, Quinn, Borah, Russell ·
1932: Kiesel, Toppino, Dyer, Wykoff ·
1936: Owens, Metcalfe, Draper, Wykoff ·
1948: Ewell, Wright, Dillard, Patton ·
1952: Smith, Dillard, Remigino, Stanfield ·
1956: Murchison, King, Baker, Morrow ·
1960: Cullmann, Hary, Mahlendorf, Lauer ·
1964: Drayton, Ashworth, Stebbins, Hayes ·
1968: Greene, Pender, Smith, Hines ·
1972: Black, Taylor, Tinker, Hart ·
1976: Glance, Jones, Hampton, Riddick ·
1980: Moeravjov, Sidorov, Prokofjev, Aksinin ·
1984: Graddy, Brown, Smith, Lewis ·
1988: Bryzgin, Krylov, Moeravjov, Savin ·
1992: Marsh, Burrell, Mitchell, Lewis ·
1996: Esmie, Gilbert, Surin, Bailey ·
2000: Drummond, Williams, Lewis, Greene ·
2004: Gardener, Campbell, Devonish, Lewis-Francis ·
2008: Bledman, Burns, Callender, Thompson ·
2012: Carter, Frater, Blake, Bolt ·
2016: Powell, Blake, Ashmeade, Bolt ·
2020: Desalu, Jacobs, Patta, Tortu ·
2024: Brown, Blake, Rodney, De Grasse
- World Athletics: 14403082